# Герб Максатихинского района
Герб муниципального образования «Макса́тихинский район» Тверской области Российской Федерации.
Герб утверждён Решением № 21 Собрания депутатов Максатихинского района Тверской области 25 февраля 2005 года.
Герб внесён в Государственный геральдический регистр Российской Федерации под регистрационным номером 1889.

## Описание герба
«В лазоревом поле вверху три золотых сосновых шишки одна подле другой над пониженным поясом, образованном двумя переплетёнными серебряными нитями, из которых одна изогнута в виде трёх стропил и двух перемычек, а другая — такая же опрокинутая; оконечность в цвет поля имеет золотые края».